# 日本トロッキスト聯盟
日本トロッキスト聯盟（にほんトロツキストれんめい）は、1957年1月から同年12月まで存在したトロツキズムを掲げる日本の新左翼団体。通称はトロ連。1957年12月に革命的共産主義者同盟（革共同）に移行した。

## 経過
日本共産党が「武装闘争」方針を放棄した1955年の六全協、1956年のスターリン批判とハンガリー動乱、この三つの出来事を主な契機にして、共産主義者の間にそれまで絶対的権威をもっていた日本共産党とソ連への批判が起こり始める。批判者の一部はスターリンを批判していたレフ・トロツキーの理論に依拠した。
1952年ごろからトロツキー研究を始めていた日本共産党国際派所属で、群馬県の労働者内田英世・富雄兄弟は、1956年「新しい共産党を作る」と称して群馬で新聞『反逆者』を創刊しつつ、第四インターナショナル日本支部設立準備会を結成。
1956年当時、「新しい共産党を作る」ために活動を開始していたグループは、内田兄弟の他に以下があった。これらのグループは、当初は面識もなかったが、著書などでお互いの存在を知り合い、共闘を実現していった。
- 西京司・岡谷進。西は元・日本共産党京都府委員。後の第四インター日本支部の創始者の一人として「トロツキスト」の立場を貫いた。
- 太田竜。社会党青年部への加入戦術に失敗し、独自活動を行っていた。当時26歳。後の第四インターの創始者の一人。その後、アイヌ解放論者から反ユダヤ主義者へと転ずる。
- 黒田寛一。主体性論の研究を手がけ、マルクス主義のサークルを主催していた。当時29歳。後に反スターリン主義を定式化する革マル派の創始者。

1957年1月、日本トロツキスト連盟・第四インターナショナル日本支部を結成した。機関紙誌は、『第四インターナショナル』。
1957年7月、内田英世が離脱。
1957年12月、革命的共産主義者同盟（革共同）に改称した。